# Piramidespel
Een piramidespel of piramidesysteem is een 'spel' waarbij deelnemers een inleg doen en tevens proberen anderen over te halen om mee te doen, waarna de inleg van de nieuwkomers als prijzengeld uitbetaald wordt aan bestaande deelnemers. Uitbetalingen zijn afhankelijk van het aantal (door de deelnemer) geworven nieuwkomers. Aan het ontvangen van dit prijzengeld ligt geen andere activiteit ten grondslag dan het werven van nieuwe deelnemers. Varianten zijn ponzifraude en matrices. Piramidespelen zijn in veel landen illegaal.

## Beschrijving

### Werkwijze van piramidespelen
De inleg varieert veelal van enkele honderden tot duizenden euro's. De inleg van degenen die worden geworven, komt toe aan degenen die boven hen in de piramide staan. Om ook een deel van de inleg van anderen te krijgen, moet men hoog in de piramide staan en dus reeds een groot aantal deelnemers 'onder' zich hebben. De verleiding om mee te doen is groot, omdat winsten van tienduizenden tot honderdduizenden euro's worden voorgespiegeld.
In speciale bijeenkomsten waar spelers verslag doen van de door hen bereikte winsten worden nieuwe deelnemers overgehaald om ook een overeenkomst tot deelname te tekenen en geld in te leggen. De grootste winnaars zijn steeds de organisatoren hoog in de top van de piramide. Hoe het spel werkelijk in elkaar zit is dan ook slechts bij een beperkt aantal personen bekend. Er staan veelal boetes of andere represailles op indien er uit de school wordt geklapt.
Deelnemers worden verplicht om een aantal anderen te werven, waardoor ze een rang hoger komen te staan. Die rangen heten bijvoorbeeld Platina, Goud, Zilver en Brons, of I., II., III., en IV, of Piloot, Copiloot, Stewards en Passagiers. Een piramidespel zal er dan zo kunnen uitzien:
- 1 Piloot;
- 2 Copiloten;
- 4 Stewards;
- 8 Passagiers.

De acht passagiers betalen ieder 1000 euro aan de piloot en moeten ieder twee nieuwe deelnemers werven. De piloot incasseert 8000 euro. Wanneer de passagiers nu nieuwelingen weten te werven worden zij stewards, de stewards worden copiloten en de twee copiloten worden ieder piloot met een piramide onder zich. Zij worden door de nieuwelingen betaald en het spel kan opnieuw beginnen. Men wordt dus betaald wanneer men twee nieuwe deelnemers heeft geworven, die ieder ook twee nieuwkomers hebben geworven, die ieder op hun beurt ook twee nieuwkomers hebben geworven. Het is verder niet onaannemelijk dat er bovendien een (flinke) commissie naar de organisatoren gaat.
Zodra er geen nieuwe deelnemers meer bij komen, stort de piramide in elkaar en zitten de meeste deelnemers (de onderste brede lagen van de piramide) met het verlies van hun inleg. In bovenstaand voorbeeld zullen verreweg de meeste deelnemers hun geld kwijtraken.

### Ponzifraude
Een op het piramidespel lijkende constructie is de ponzifraude. Deze handelwijze is genoemd naar Charles Ponzi, een Amerikaan van Italiaanse afkomst. Bij dit 'spel' worden hoge rendementen voorgespiegeld over de inleg van de deelnemers. Vaak wordt beweerd dat men een revolutionaire beleggingsmethode heeft gevonden. Omdat de beloofde rendementen aanvankelijk daadwerkelijk worden uitgekeerd ontstaat veel mond-tot-mondreclame, waardoor meer deelnemers een inleg plaatsen. De uitkeringen worden echter grotendeels betaald uit de inleg van nieuwe deelnemers. Daardoor wordt het voor belegging beschikbare vermogen aangetast, zodat de problemen steeds groter worden.
Bij een ponzifraude zijn het echter niet de bestaande deelnemers die nieuwe deelnemers moeten zoeken, maar doen de organisatoren dit. Deelnemers krijgen geen uitkering afhankelijk van het aantal nieuwelingen dat ze binnenbrengen, maar afhankelijk van de tijdsduur en de grootte van de inleg. Dit maakt het ook makkelijk om de constructie te "vermommen" als een beleggingsproduct.

### Matrices
Een matrix lijkt sterk op een piramidespel of ponzifraude. Hier wordt echter een beloning in natura, een 'cadeau' in het vooruitzicht gesteld, zoals een auto, computer of ander hebbeding. Meestal worden matrices gemaskeerd als reclamecampagnes waarbij het bedrijf in plaats van betaling de aanschaf van bepaalde producten verlangt. Om het cadeau te krijgen zal men eerst iets moeten kopen en vervolgens een aantal mensen moeten aanbrengen die eveneens iets kopen. Bijvoorbeeld:
Jasper schrijft zich in op een website die een gratis dvd-speler belooft. Om deze dvd-speler daadwerkelijk te krijgen moet Jasper eerst een product kopen dat op de website wordt aangeboden. Hij kiest een cd van zijn favoriete popgroep. Om nu echt de dvd-speler te krijgen moet Jasper andere personen "aanbrengen", waarvan er ten minste vijf iets moeten kopen. Jasper stuurt dus e-mailtjes met een speciale weblink naar iedereen die hij kent. Als zij via de link naar de site surfen zien de beheerders van de site dat de nieuwkomers via Jasper zijn aangebracht. Als dus vijf andere personen via Jasper iets gekocht hebben, krijgt Jasper zijn dvd-speler toegestuurd. Dit gebeurt ook vaak op internetsites waarop iets te winnen valt. Vaak staat er dan een tekst op als: meld je vrienden aan en maak zo meer kans op de prijs of een hogere korting.
Een variant is een Elevator Scheme. Daarin moet de deelnemer een product van geringe waarde aanschaffen (dat overigens wel relatief duur is, bijvoorbeeld een boek van 50 euro dat in de winkel voor de helft verkocht wordt), en wordt hij vervolgens op een lijst gezet. Wanneer een bepaald aantal nieuwkomers (bijvoorbeeld 10) eveneens het boek hebben gekocht, krijgt de nummer 1 op de lijst het beloofde product (bijvoorbeeld een spelcomputer) en wordt hij van de lijst verwijderd, waarna iedereen een plaatsje naar boven opschuift. Deze constructie doet denken aan een ponzifraude.
Dit soort constructies wordt op zijn minst als twijfelachtig beoordeeld in veel jurisdicties:
- Er is sprake van misleiding. Het bedrijf presenteert de constructie op een manier alsof er gratis producten worden weggegeven. Dit is onwaar, de deelnemer moet iets kopen dat vaak bovendien relatief duur is;
- Het daadwerkelijk krijgen van het cadeau is afhankelijk van het aantal nieuwe deelnemers dat wordt aangebracht. Men kan als deelnemer niet weten in hoeverre de markt al verzadigd is;
- Daar waar normale reclamecampagnes hun product benadrukken en het cadeau slechts als een "extraatje" bij een speciale actie noemt ("Een cd cadeau bij aanschaf van een dvd-speler"), noemt een organisator van een matrix primair het cadeau en geeft pas naderhand aan dat er wat gekocht moet worden;
- Hieruit volgt dat normaal gesproken het cadeau een geringere waarde vertegenwoordigt dan het product of de producten die men als klant moet kopen om het cadeau te krijgen. Het bedrijf maakt immers winst op het product, niet op het cadeau.

Er zijn nog geen rechterlijke uitspraken over matrices geweest. De grens tussen een piramidespelconstructie en een legale reclamecampagne is hier dan ook vaag; men kan spreken van een grijs gebied. Maar uit publicaties van de Amerikaanse advocatuur en uitspraken van de Britse Office of Fair Trading kan worden afgeleid dat een matrix in de Verenigde Staten en het Verenigd Koninkrijk waarschijnlijk illegaal is, indien:
- het product dat de deelnemer moet kopen van geringere waarde is dan het cadeau (bijvoorbeeld een boek kopen om een spelcomputer te winnen);
- een cadeau in het vooruitzicht gesteld wordt als de deelnemer tot de koop van een bepaald product overgaat dat eerder alledaags is (zoals een pen) en dat aangeboden wordt via een netwerk of online, waarbij beweerd wordt dat men eenzelfde product (met eenzelfde kwaliteit) niet in een gewone winkel kan kopen;
- het ontvangen van het cadeau afhankelijk is van het toetreden van nieuwkomers na of via de deelnemer;
- niet het aan te schaffen product, maar het binnenhalen van het cadeau centraal onder de aandacht wordt gebracht.

Matrices worden expliciet genoemd in de Nederlandse Wet oneerlijke handelspraktijken en bijbehorende Europese richtlijn, en zijn hiermee aangemerkt als oneerlijke handelspraktijken.

### Maskering
Om te maskeren dat het om een piramidespel gaat, is het piramidespel vaak om een andere activiteit heen georganiseerd, bijvoorbeeld:
- Men wordt lid van een 'travel club' die kortingen op reizen geeft;
- Men levert bepaalde diensten, als het afsluiten van verzekeringen;
- Men verkoopt een zogenaamd beleggingsproduct dat een hoog rendement op zou leveren;
- Men verkoopt goedkope telefoonabonnementen;
- Men verkoopt participaties in appartementen in vakantiegebieden (time-sharingappartement);
- Men verkoopt alledaagse producten.

Die producten of diensten vormen echter niet de hoofdactiviteit. De hoofdactiviteit bestaat uit het werven van nieuwe deelnemers, die een hoge inleg moeten betalen om mee te mogen doen. Deze praktijken lijken op multi-level marketing (MLM). MLM is een marketingmethode waarbij de producten niet via de traditionele weg van media en reclame naar de klant toe gaan, maar via een piramide van distributeurs/vertegenwoordigers die direct de klant benaderen en geld moeten afdragen aan de piramide boven hen, die hen direct of indirect geworven heeft. Hier krijgen de distributeurs geen gedeelte van de investering, maar er kunnen alleen inkomsten gegenereerd worden op basis van klanten die gemaakt worden, door hen zelf of als afdracht door de verkopers die ze hebben geworven. Een legaal MLM-bedrijf is in de meeste gevallen aangesloten bij de Direct Selling Association, in Nederland bij de Vereniging Directe Verkoop.

### Kenmerken
Vaak is de grens tussen piramidespel en legale MLM-onderneming erg moeilijk te trekken. Piramidespelen vertonen echter een aantal kenmerken:
- Men doet geheimzinnig over het product of de formule tot men daadwerkelijk als deelnemer toetreedt. Men geeft telefonisch geen enkele informatie: men moet eerst naar een bijeenkomst komen. Deze vindt vaak op een geheime locatie plaats die niet aan mensen van buitenaf bekendgemaakt mag worden;
- Op uit de school klappen staan represailles en soms vindt ook intimidatie plaats;
- Bijeenkomsten worden bewaakt en men kan slechts op deze besloten bijeenkomsten inschrijven;
- Men legt sterke nadruk op het werven van nieuwe deelnemers;
- Wie deelneemt wordt opgehemeld, wie weigert wordt als loser bestempeld. Bovendien wordt de deelnemers niet de tijd gegeven om over de beslissing na te denken. Er wordt dus op bijeenkomsten gebruikgemaakt van psychologische druk;
- De inleg moet direct of vrijwel direct (binnen een dag) betaald worden. Betaling vindt vaak contant plaats.

De beste herkenning van een piramidespel is dat het inleggeld méér dan 50 euro is. Werving vond en vindt vaak plaats onder mensen met weinig levens- en financiële ervaring. Veel piramidespelen richten zich daarom op jongeren en studenten, die worden overgehaald leningen aan te gaan om de inleg te bekostigen. Het is ook voorgekomen dat medewerkers van het piramidespel met de jongeren meegingen naar de bank om daar een smoes te vertellen aan de medewerkers om de lening los te krijgen. Maar ook voormalige communistische landen vormden een walhalla voor organisatoren van piramidespelen. Daar was weinig ervaring met deze uitwas van het kapitalisme en er was weinig controle.

## Geschiedenis
Piramidespelen bestaan reeds vele jaren. In de jaren dertig werden ze wel sneeuwbalspelen genoemd. Ook de aloude kettingbrief is een soort piramidespel (als er geld bij komt kijken).
In Albanië veroorzaakten piramidespelen in 1997 een nationale economische chaos die zelfs uitmondde in vrijwel algehele anarchie.

## Wettelijke status

### Nederland
Piramidespelen vallen in Nederland sinds 1998 onder de verboden kansspelen van de Wet op de kansspelen. Het spel wordt gezien als een kansspel, omdat de deelnemers geen overwegende invloed hebben op hun resultaten. Ze zijn daarvoor immers afhankelijk van de inspanningen van anderen. Daarmee wordt de kans om te 'toppen' (de top van de piramide te halen en te incasseren) van het toeval afhankelijk. Aanleiding om de piramidespelen onder de verbodswetgeving van de Wet op de kansspelen te brengen, was de grote deelname aan dit soort spelen in de jaren 1995 en 1996. Toen de eerste slachtoffers vielen begin 1997 kwamen er Kamervragen, hetgeen uiteindelijk leidde tot wijziging van de Wet op de kansspelen. Deze wet definieert een piramidespel als:
een gelegenheid waarbij deelnemers een goed afgeven of een verplichting aangaan teneinde daaruit een voordeel te verwerven dat geheel of ten dele afhankelijk is van de afgifte van een goed of het aangaan van een verplichting door latere deelnemers.

Enkele organisatoren van piramidespelen zijn veroordeeld tot het terugbetalen van de inleg van deelnemers. Slechts een klein deel van het ingelegde geld kan echter achterhaald worden. In veel gevallen zijn ook de werkelijke organisatoren spoorloos, en zullen zelfs ergens anders weer opnieuw beginnen.
Piramidespelen of vergelijkbare spelen doen zich ondanks de verbodswetgeving nog steeds voor; veelal in de vorm van zogenoemde business clubs, multi level marketing, beleggingsspelen of trechterfondsen. Het medium internet biedt er nieuwe mogelijkheden voor.
Wie zijn geld heeft geïnvesteerd in een piramidespel, kan dit in principe terugeisen. De overeenkomst is in principe in strijd met de wet en dus nietig. Bovendien is meestal gebruikgemaakt van bedrog dan wel misbruik van omstandigheden, aangezien meestal een sfeer wordt gecreëerd die de deelnemer ervan moet weerhouden na te denken over zijn beslissing, wat eveneens een vernietigingsgrond is voor een overeenkomst. In de meeste gevallen zijn zowel het geld als de organisator verdwenen. Wie daarentegen wel heeft toegezegd of getekend maar zeker weet dat het spel illegaal is, kan door de organisatoren juridisch op geen enkele wijze tot betalen worden gedwongen. Ook eventuele rente of contractuele boetebedingen zijn niet afdwingbaar. In veel gevallen zal een organisator iemand die dreigt juridisch verweer te voeren met rust laten. Wel zal een spijtoptant erop bedacht moeten zijn dat organisatoren van piramidespelen criminelen zijn, en wellicht buiten rechte tot represailles over kunnen gaan. Het is dan ook hoe dan ook het beste bij hen uit de buurt te blijven.

### België
Pyramidesystemen worden in België beschouwd als een oneerlijke handelspraktijk en zijn als gevolg verboden. Specifiek gaat het om een misleidende handelspraktijk.
Artikel VI.100, 14° Wetboek van Economisch Recht luidt:
Worden onder alle omstandigheden als oneerlijk beschouwd, de volgende misleidende handelspraktijken:
(...)
  14° een piramidesysteem opzetten, beheren of promoten waarbij de consument tegen betaling kans maakt op een vergoeding die eerder voortkomt uit het aanbrengen van nieuwe consumenten in het systeem dan uit de verkoop of het verbruik van producten;

### Clawback in de Verenigde Staten
In de Verenigde Staten zijn piramidespelen, matrices en ponzifraudes eveneens illegaal. Wie hier bovendien als deelnemer in deelneemt en wint, zelfs te goeder trouw, heeft het geld onrechtmatig verkregen. Wanneer de constructie failliet gaat, kan een curator via een speciale 'clawback'-regeling met een limiet van vijf jaar voor faillissement de 'winnaars' dwingen hun winst terug te betalen. Wrang is hier uiteraard dat veel 'winnaars' nog grotere bedragen hebben geherinvesteerd in het piramidespel of de ponzifraude, dus al veel geld verloren hebben, en in dit geval zelfs nog meer moeten bijbetalen.